# Anna Hutsol
Anna Hutsol (Anna Vasylivna Hutsol; nascida 16 de outubro 1984) é uma ativista ucraniana e uma das fundadoras do grupo feminista radical FEMEN.

## Biografia
Hutsol é de origem judaica e nasceu na Rússia, mas se mudou para a Ucrânia com seus pais em 1991.  Ela é economista e ex-assistente da cantora Tina Karol.
Hutsol fundou a FEMEN em 2008, depois de se tornar sintonizada com as tristes histórias de mulheres ucranianas enganadas por falsas promessas do exterior: "Criei a FEMEN porque percebi que havia uma falta de mulheres ativistas em nossa sociedade; a Ucrânia é orientada por homens e as mulheres assumem um papel passivo." De acordo com Hutsol, as habilidades que ela adquiriu durante seu tempo com Tina Karol ajudaram nas "relações públicas" da FEMEN. A principal escolha de ação do FEMEN são as demonstrações de topless. O grupo começou a protestar contra a prostituição na Ucrânia e ampliou sua agenda para os direitos das mulheres e direitos civis na Ucrânia e em todo o mundo.
Hutsol queria buscar representação para a FEMEN na Verkhovna Rada em janeiro de 2011; mas o FEMEN não participou das eleições parlamentares ucranianas de outubro de 2012.
Em 16 de novembro de 2012, Hutsol foi detida pelo Serviço Federal de Segurança (FSB) da Federação Russa no Aeroporto de Pulkovo, em São Petersburgo, como pessoa proibida de entrar na Rússia. Ela foi deportada de volta ao seu ponto de partida em Paris.
No final de agosto de 2013, Shevchenko e vários outros membros do FEMEN fugiram da Ucrânia temendo por suas vidas e liberdade. Hutsol pediu asilo na Suíça em 2013, mas as autoridades rejeitaram seu pedido em 27 de março de 2014.